# يورغ بومه
يورغ بومه (بالألمانية: Jörg Böhme)‏ (مواليد 22 يناير 1974 في هوهنمولزن) هو لاعب كرة قدم ألماني دولي سابق كان يلعب كلاعب وسط. اعتزل اللعب عام 2008. سبق له أن لعب في كأس العالم لكرة القدم 2002 مع منتخب بلاده.

## مسيرته الكروية
لعب يورغ بومه خلال مسيرته الاحترافية مع 7 أندية في سبعة عشر موسمًا وسجل خلالها 37 هدفًا ضمن 296 مباراة. حيث فاز في موسمين بالكأس ولم يفز بأي دوري.
خاض يورغ بومه مسيرته مع نادي كارل زايس يينا في موسم 1992–93 ولمدة موسمين، مشاركًا في 22 مباراة سجل خلالها هدفين. ثم انتقل إلى نادي نورنبرغ في موسم 1994–95 لمدة موسم واحد، حيث شارك في 16 مباراة سجل خلالها هدفًا واحدًا. لينتقل بعدها إلى نادي آينتراخت فرانكفورت في موسم 1995–96 لمدة موسم واحد، مشاركًا في 18 مباراة سجل خلالها هدفًا واحدًا أيضًا. ثم انتقل إلى نادي ميونخ 1860 في موسم 1996–97 ولمدة موسمين، مشاركًا في 23 مباراة سجل خلالها هدفًا واحدًا أيضًا. هذا وانتقل لاحقًا إلى نادي أرمينيا بيليفيلد في موسم 1998–99 في المرة الأولى ولمدة موسمين ثم في موسم 2006–07 ولمدة موسمين، مشاركًا طوالها في 102 مباراة سجل خلالها 8 أهداف. ثم انتقل بعدها إلى نادي شالكه 04 في موسم 2000–01 ليلعب معه خمسة مواسم، مشاركًا في 101 مباراة سجل خلالها 23 هدفًا. ليعود وينتقل من جديد، لكن هذه المرة إلى نادي بوروسيا مونشنغلادباخ في موسم 2004–05 ولمدة موسمين، مشاركًا في 14 مباراة سجل خلالها هدفًا واحدًا.

## روابط خارجية
- يورغ بومه على موقع قاعدة بيانات كرة القدم.إي يو (الإنجليزية)
- يورغ بومه على موقع بيانات كرة القدم. دي إي (الألمانية)
- يورغ بومه على موقع ناشيونال فوتبول تيمز (الإنجليزية)
- يورغ بومه على موقع عالم كرة القدم.نت (الإنجليزية)
- يورغ بومه على موقع كووورة